# Clarence Goodson
Clarence Goodson (Alexandria, 17 mei 1982) is een Amerikaans voetballer die uitkomt voor San Jose Earthquakes, dat in de Major League Soccer uitkomt. Goodson speelde eerder ook bij het Noorse IK Start, het Deense Brøndby en in eigen land bij FC Dallas en Boulder Rapids Reserve.
Hij kreeg, zoals gebruikelijk is in de Verenigde Staten, zijn opleiding op zijn universiteit. Goodson heeft de naam een secure en vooral kopbalsterke verdediger te zijn, wat niet hoeft te verbazen met zijn lengte van bijna twee meter. Hij maakt sinds 2008 deel uit van het Voetbalelftal van de Verenigde Staten, voor wie hij in 37 wedstrijden viermaal tot scoren kwam.
De Belgische voetbalclub AA Gent was even geïnteresseerd in de rijzige Amerikaan.
Op 28 juli won Goodson met de Verenigde Staten de Gold Cup. Hij startte op één wedstrijd na alle wedstrijden op het toernooi in de basis en scoorde tegen El Salvador het eerste van vijf doelpunten voor de Amerikanen. 